# Frit Danmark
 Denne artikel omhandler modstandsgruppen Frit Danmark. Opslagsordet har også en anden betydning, se Frit Danmark (forening).
Frit Danmark var under besættelsen navnet på en modstandsorganisation der eksisterede fra 1942 til 1945. Frit Danmark var også navnet på gruppens illegale blad, som udkom første gang 22. april 1942.
Blandt stifterne var politikerne John Christmas Møller, Aksel Larsen, og medicinerne Mogens Fog og Ole Chievitz. 
Organisationen havde bred forankring i det politiske spektrum. Kommunismen blev efterhånden mere fremtrædende.
Organisationen var central i Frihedsrådet, der samlede de betydeligste modstandsgrupper i den danske modstandskamp. 
Gruppen var samlet omkring udgivelse af bladet Frit Danmark (1942-1982), der i alle årene var redigeret af Kate Fleron.